# Sadko Günter Solinski

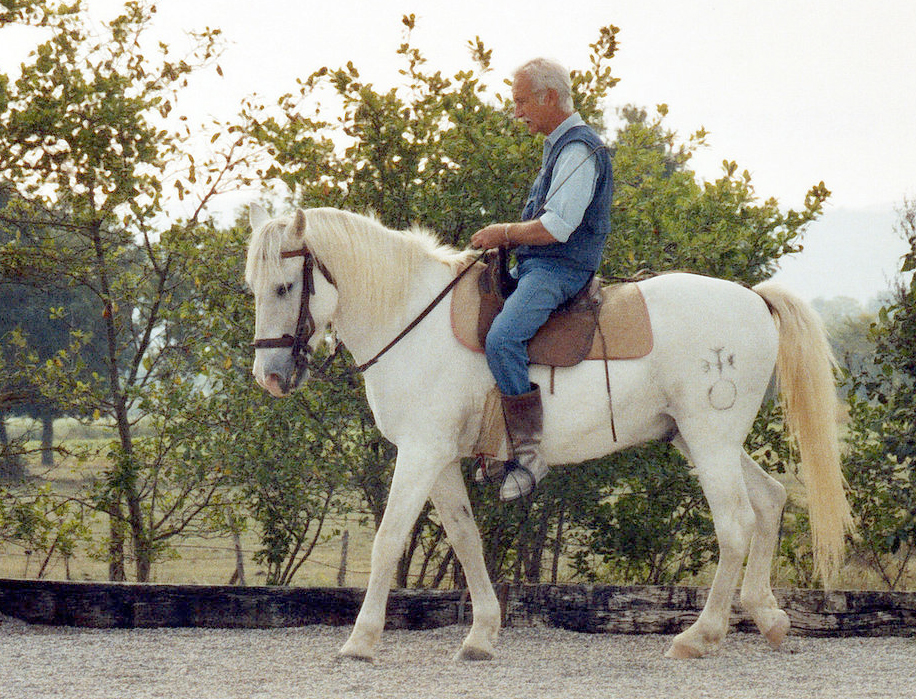
Sadko Solinski auf seinem Pferd „Ibis“

Sadko Günter Solinski (* 1937 in Polen; † 21. Dezember 2005) war ein Schweizer Pferdetrainer, Reitlehrer und Fachautor. Seine Arbeit mit Camargue-Pferden hat den Umgang mit Pferden europaweit geprägt, insbesondere bei den Wander- und Freizeitreitern.

## Leben
Sadko Solinski stammte aus einem alten polnischen Pferdezüchter-Geschlecht aus der Gegend von Lodz. Geboren wurde er 1937 am Bodensee. Er kam als Kriegsflüchtling mit seiner Familie an den Bodensee und wuchs ab 1944 in der Schweiz auf. 1946 begann er bei Baronin von Seydlitz zu reiten und wurde zwei Jahre später Schüler des Rittmeisters a. D. Carl von Zschock, unter dessen Anleitung er Dressur, Springen und Military ritt. 1954 erwarb er die Schweizer Rennreiterlizenz. Er leistete 1957 seinen Militärdienst in der damals noch berittenen Schweizer Kavallerie. 

„In den deutschen Reitlehren wurde zwar viel über das Gleichgewicht palavert, wandte man jedoch die ‚Tricks‘ an, so gern man in der Regel wohl etwas Balance hinzu, verlor aber die ebenso wichtige Losgelassenheit, ohne die ich mir heute noch immer kein echtes Gleichgewicht vorstellen kann.“

1957 brach er sein Chemie-Studium ab und reiste durch Spanien, Portugal und Südfrankreich. In der südfranzösischen Camargue lernte er bei 'Jan' das gymnastizierende Ausbilden von Jungpferden kennen. Er begann eine damals noch fünf Jahre dauernde Gardian-Lehre zum Zureiter und Kampfstierhirten. Später studierte er die Reitprinzipien von François Robichon de la Guérinière, Antoine de Pluvinel, Gustav Steinbrecht und anderen.
Zwischen 1962 und 1963 arbeitete er als Journalist und ging unter anderem der Frage nach der Verschiedenheit der Reitweisen und Umgehensweisen mit Pferden in Südwesteuropa nach. 1963 kehrte er nach längeren Aufenthalten in England und Schottland nach Südfrankreich zurück.
1964 wurde Solinski Bereiter und Reitlehrer in einem Wanderreiterzentrum in der Hochprovence, wo er vor allem junge Berber Hengste ausbildet.
1968 wechselte er in ein Military-Zentrum bei Avignon über, wo er ein Schüler Pascal Marrys wurde. 1972 erwarb er das französische silberne Reitabzeichen und wurde Frankreichkorrespondent der Zeitschrift Freizeit im Sattel in Bonn.

## Mas du Malibaud
1975 eröffnete Solinski das „Centre International de Cavaliers de Loisirs“ im „Mas du Malibaud“ 5 Kilometer westlich von Barjac, ein Freizeit- und Wanderreitzentrum für Reiter aus ganz Europa, das er bis 1997 erfolgreich führte. Ein chronisches Rückenleiden zwang ihn sein Freizeitreiterzentrum zu schließen. Ab 1979 hielt er regelmäßig Vorträge und hielt auch im Ausland Kurse ab. Von 1975 bis 1997 besuchten unzählige Schüler das Reitzentrum, die hier das Reiten von Jungpferden, die gymnastizierende Pferdeausbildung bis zu den höheren Schulen und das Wanderreiten lernen wollten. Nach der Schließung empfing er weiterhin Stammgäste und einige neue, wirklich interessierte Reitgäste zu Ferien Work-Shops und hielt auch im Ausland noch vereinzelt Kurse ab – der letzte fand im Sommer 2004 in der Schweiz statt. Bis wenige Monate vor seinem Tod erteilte Sadko Solinski noch Unterricht.

## Reitweise
Sadko Solinski lehrte das Reiten vorrangig mittels Gewichts- und Schenkelhilfen und dem immer wieder neuen, individuellen Eingehen auf jedes Pferd in Form eines ständigen Dialoges zwischen Pferd und Reiter. "Éscoutes toun chivau!" – Lausche in dein Pferd! Sichtbar wurde das im lockeren und absichtslosen Gebrauchsreitersitz der Stierhirten Südwesteuropas, mit nach hinten abgekipptem Becken, losgelassener Rückenmuskulatur, offenen Oberschenkeln, locker am Pferdeleib herabhängenden langen Beinen und einhändiger Zügelführung mit losen Zügeln. Ein wesentliches Element der Ausbildung der Pferde waren die Bodenarbeit in der Gardian- und später in der Berbermethode (Spazierenführen und Arbeit an der Longe). Ergebnis waren gelöste geschmeidige Pferde mit geschmeidiger Beweglichkeit, einem hohen Maß an Versammlung, Aufrichtung und Biegungsfähigkeit.
Solinski nutzte Klarträumen zur Präzisierung seiner Dressuren.

## Werke
- Reiter der Camargue / Sadko Solinski. Fotos: Hans W. Silvester. Parey, Berlin, Hamburg 1972, ISBN 3-489-77032-3.
- Der Wanderreiter und sein Pferd. Müller, Rüschlikon (Zürich), Stuttgart, Wien 1974, ISBN 3-275-00574-X.
- Abenteuer Camargue. Parey, Berlin, Hamburg 1975, ISBN 3-489-77232-6.
- Reiter, Reiten, Reiterei. Olms, Hildesheim 1983, ISBN 3-487-08248-9.
- Das Gymnasium des Freizeitpferdes. Olms-Presse, Hildesheim 1996, ISBN 3-487-08315-9.
- ABC des Freizeitreitens. Olms-Presse, Hildesheim; Zürich 2000, ISBN 3-487-08416-3.
- Pferdegymnastik Die gesamte Ausbildung von Icaros in Form eines Tagebuches Olms Verlag, Hildesheim 2005 ISBN 978-3-487-08315-5                          2. Auflage 2014, 360 S., Paperback ISBN 978-3-487-08442-8

## Belege
1. ↑  Sadko Solinkski, in Freizeit im Sattel, 7/74, S. 288
2. ↑  Paul Tholey/K. Utecht: Schöpferisch Träumen. Der Klartraum als Lebenshilfe. Niedernhausen: Falkenverlag. ISBN 3880742758

| Personendaten    | Personendaten                                     |
| ---------------- | ------------------------------------------------- |
| NAME             | Solinski, Sadko Günter                            |
| KURZBESCHREIBUNG | Schweizer Pferdetrainer, Reitlehrer und Fachautor |
| GEBURTSDATUM     | 1937                                              |
| GEBURTSORT       | Polen                                             |
| STERBEDATUM      | 21. Dezember 2005                                 |